# Dolycoris baccarum
Dolycoris baccarum (Linnaeus 1758) је врста стенице из породице Pentatomidae.

## Распрострањење и станиште
Распрострањена је у већем делу Европе и Централне Азије.
У Србији је широко распрострањена, среће се од низијских подручја до висина до 2000 метара надморксе висине.
Може се наћи у разним стаништима, ивице шума, паркови, баште, живе ограде, поља.

## Опис
D. baccarum може достићи дужину од око 10-12,5 мм. Основна боја пронотума и елитра је прилично варијабилна, али је обично црвенкасто-љубичаста, док је скутелум окер боје. Током зиме основна боја је браон. Цело тело је прилично длакаво. Антене су направљене од 4-5 црно-белих делова, а ивице абдомена су наизменично бело-црно ишаране. Мужјак и женка су прилично слични. Сродна врста која се среће у Европи је Dolycoris numidicus.

## Биологија
Одрасле јединке се могу наћи током целе године. На пролеће се одрасле јединке паре и женке полажу јаја. До краја лета појављује се нова генерација одраслих. Нимфе се хране многим биљкама, посебно врстама из породица Rosaceae (руже) и Asteraceae (главочике), као и врстама Linaria vulgaris and Lamium album.

## Сининими
- Aelia depressa Westwood, 1837
- Cimex albidus Gmelin, 1790
- Cimex subater Harris, 1780
- Cimex verbasci DeGeer, 1773
- Dolycoris brevipilis Reuter, 1891
- Pentatoma inconcisa Walker, 1867
- Cimex baccarum Linnaeus 1758

## Галерија
- Одрасла јединка
- Нимфа
- Парење
- Одрасла јединка - црвени примерак
- Полагање јаја